# Ursula Șchiopu
Ursula Mariana Șchiopu (nume la naștere: Ursula Mariana Biji; căsătorită Șchiopu; n. 30 iulie 1918, Sânmihaiu, Cluj, România – d. 4 martie 2015, București, România) a fost  psiholoagă și poetă  română. A contribuit la dezvoltarea psihologiei despre pace, război și terorism.

## Biografie
A fost fiica profesorului de liceu Grigore Biji și a Olimpiei (n. Braica). Prin mama sa, descinde din familia memorandistului tribun doctor Ioan Rațiu. A făcut școala primară la Turda (1924-1928) și tot acolo, liceul de fete (1928-l936). 
A urmat Facultatea de Litere și Filosofie a Universității din București (1936-l940), licență în filosofie, cu P. P. Negulescu, C. Rădulescu-Motru și G. G. Antonescu. A urmat apoi Seminarul Pedagogic (1941-1942), specialitatea filosofie, susținând examenul de capacitate și intrând în învățământ (1942). A fost profesor la Liceul „Heliade Rădulescu" și Liceul „Gheorghe Lazăr" din București (1945-1949), asistent (1949), lector (1950), conferențiar (1967), profesor universitar (din 1979) la Catedra de psihologie-pedagogie a Universității din București. S-a pensionat în 1980, dar a continuat să lucreze ca profesor consultant. A făcut o specializare la Paris, la Centrul Internațional de Studiere a Copilului. A luat doctoratul în psihologie la Institutul de Psihologie al Academiei Române, în 1963.
A debutat în literatură cu o plachetă de versuri, Drum prin zodii, publicată în 1938, în colecția „Universul literar".

## Selecție de lucrări

### Psihologie
- Psihologia copilului, vol. I și II, Editura Didactică și Pedagogică;
- Psihologia copilului, E. D. P., 1963;
- Psihologia copilului, E. D. P., 1976, ediția a II-a;
- Introducere în psihodiagnostic, T. U. B.;
- Orientare explicate școlară și profesională, T. U. B., 1971;
- Psihologia vârstelor, E. D. P., (cu Emil Verza);
- Dezvoltarea operativității gândirii, Editura Științifică, 1966, prefață de acad. Gh. Mihoc;
- Criza de originalitate la adolescenți, E. D. P., 1970;
- Probleme psihologice ale jocului și distracțiilor, E. D. P., 1970;
- Dicționar enciclopedic de psihologie, T. U. B., 1969;
- Adolescență, personalitate, limbaj, Ed. Albatros, 1989, cu Emil Verza;
- Psihologia vârstelor, E. D. P., 1997, cu Emil Verza;
- Psihologia generală a copilului, E. D. P., 1982 ediția I și 1985 – ediția a II-a, cu V. Pisloi;
- Dicționar enciclopedic de psihologie, editor, București, Ed. Babel, 1997;
- Psihologia artelor, E. D. P., 1999;
- Psihologia diferențială (2 vol.), România Press, 2006;
- Istoria psihologiei, Ed. Academiei Române, 2007;
- Psihologia modernă, Ed. Diana Press SRL, 2008.

### Poezie
- Cer troglodit, 1943;
- Poeme, 1967;
- Reîntoarcerile, 1973;
- Un peisaj interior, 1970;
- Pendul cosmic, 1984;
- Mărturisiri de noapte, 1980;
- La marginea timpului care își caută umbra, 2004;
- Antologia poeziei canadiene franceze, 1976, col. Al. Andrițoiu.

## Distincții
- Ordinul Muncii clasa a III-a (10 august 1964) „pentru merite deosebite în opera de construire a socialismului, cu prilejul celei de a XX-a aniversări a eliberării patriei”[3]
- Premiul de Excelență din partea Canalului Cultural al Societății de Radiodifuziune (1999)
- Titlul de Doctor Honoris Causa al Universității de Vest din Timișoara
- Diploma 2000 Outstanding Intelectuals of the 20th Century, acordată de International Biographical Center din Cambridge (2000).[4]

## Legături externe
- Ursula Șchiopu – Doamna psihologiei românești, Autor: Tinca Crețu